# Sociedade Filosófica de Yorkshire
A Sociedade Filosófica de Yorkshire é uma entidade filantrópica e Sociedade científica que visa promover as ciências naturais, a arqueologia e a história. A sociedade foi formada em York, North Yorkshire, em dezembro de 1822 por James Atkinson, Salmond William, Thorpe e Vernon Anthony William.

## História
Em 1828 a sociedade foi beneficiada por concessão real com terras da Abadia de Santa Maria, incluindo as ruínas da própria abadia. Nesta terra a sociedade construiu uma série de edifícios, incluindo o Museu de Yorkshire, construído para abrigar as coleções da sociedade de biologia, astronomia, geologia e arqueologia, inaugurado em 1830. O arquiteto paisagista Sir John Murray Naysmith foi encomendado pela sociedade para criar um jardim botânico em torno do museu, durante a década de 1830.

## Organização
A Sociedade Filosófica de Yorkshire é uma entidade filantrópica registrada e tem uma associação baseada em assinaturas abertas. Os escritórios e as salas de leitura da sociedade estão localizados nos Jardins do Museu de York.

## Atividades Atuais
A Sociedade organiza uma série de palestras públicas gratuitas, a cada ano, e que cobrem assuntos como ciência, tecnologia, história, arqueologia e geografia. Várias bolsas de pesquisa são dadas pela sociedade no âmbito da sua área de interesse e também são atribuídos prémios a estudantes de arqueologia.